# Josef Schadler
Josef Schadler (* 29. August 1889 in Gmunden; † 8. April 1978 in Linz) war ein österreichischer Geologe und Mineraloge.

## Leben
Schadler studierte an der Universität Graz Chemie, Mineralogie und Geologie und wurde 1913 promoviert. Im Ersten Weltkrieg diente er zunächst an der Front, kam aber 1916 als Instruktionsoffizier nach Steyr und war als Fachmann für die Karbidindustrie in Dalmatien tätig. Nach dem Ersten Weltkrieg arbeitete er für das Staatsamt für Landwirtschaft unter anderem in der Phosphatgewinnung in der Drachenhöhle bei Mixnitz (wobei er auch die Höhlenfauna und steinzeitliche Besiedlungsreste untersuchte), dem Phosphatabbau in Siebenbürgen, Arsenprospektion in Österreich und Südamerika sowie bodenkundliche Arbeiten und Kartierungen. Unter anderem kartierte er am Dachstein. 1931 bis 1946 war er am Oberösterreichischen Landesmuseum in Linz. Er befasste sich mit den Phosphoritsanden bei Linz und Prambachkirchen und der geologischen Kartierung der Umgebung von Linz (Geologische Spezialkarte Linz-Eferding 1:75000, erschienen 1952). 1944 leitete er auch kurz die Zweigstelle Wien des Reichsamts für Bodenforschung und hatte zuvor die Zweigstelle in Linz gegründet. Er leitete auch kurzzeitig das Oberösterreichische Landesmuseum. Im Zweiten Weltkrieg war er als Baugeologe unter anderem mit Autobahnen befasst und auch in Norwegen und Griechenland. 1946 wurde er wegen seiner Tätigkeit in der Zeit des Nationalsozialismus beim Landesmuseum entlassen. Nach dem Krieg war er Korrespondent der Geologischen Bundesanstalt in Wien und war als angewandter Geologe tätig (Baugrundgutachten unter anderem bei der Westautobahn und für Kraftwerke, Wasserversorgung, Rutschungen und Bergfälle, Heilquellen, Rohstoffversorgung). Er kartierte auch die Salzberge im Salzkammergut.
Schadler war bergsteigerisch aktiv und seit 1908 im Österreichischen Alpenverein. Er engagierte sich im Naturschutz und war Obmann der Landesgruppe Oberösterreich des österreichischen Naturschutzbundes.

## Werk
Schadler gliederte die tertiären Küstensedimente und damit korrelierten Tiefwasserablagerungen am Südrand der Böhmischen Masse und in Zentral-Oberösterreich (Linzer Sande, Phosphoritsande, Schlier). Dabei klärte er den Zusammenhang von Linzer Sanden und Phosphoritsanden.
Als Geologe arbeitete er im Auftrag des Landes an einer Geologie von Oberösterreich, konnte sie aber nicht vollenden. 1966 erschien noch seine Geologische Karte von Linz und Umgebung (1:50.000) des Atlas von Oberösterreich.
Er befasste sich mit dem Meteoriten von Prambachkirchen von 1932 in Zusammenarbeit mit dem Wiener Astronomen Justus Rosenhagen.
Er entdeckte die Mineralien Scharizerit und Ardealit.

## Würdigung
Er erhielt 1951 als einer der Ersten die Haidinger-Medaille der Geologischen Bundesanstalt, den Ehrenring der Stadt Linz und das Goldene Ehrenzeichen für Verdienste um die Republik Österreich. Er war Ehrenmitglied der Geologischen Gesellschaft Wien, die für Schadler den Professoren-Titel erwirkte, und des Oberösterreichischen Musealvereins, Ehrensenator der Universität Innsbruck und Korrespondent des Naturhistorischen Museums Wien.